# Over Koken: Jamie At Home
Over Koken: Jamie At Home is een Brits kookprogramma en wordt in Nederland uitgezonden op RTL 4, gepresenteerd door Jamie Oliver.
In het programma gaat Oliver terug naar de basis van het koken. Hij laat zien dat je met basis- ingrediënten en apparatuur ook goede kwalitatieve maaltijden kunt bereiden. In het programma kookt hij niet alleen, maar samen met zijn tuinman Brian, vanuit zijn eigen huis in Engeland.